# Шостий
Шо́стий (каз. Шестой) — село у складі Курмангазинського району Атирауської області Казахстану. Входить до складу Орлинського сільського округу.
У радянські часи село називалось Шосте.
Населення — 275 осіб (2021; 198 у 2009, 289 у 1999, 350 у 1989).